# Prefekci i administratorzy Francuskich Terytoriów Południowych i Antarktycznych

Flaga administratora/prefekta Francuskich Terytoriów Południowych i Antarktycznych

Prefekt Francuskich Terytoriów Południowych i Antarktycznych – reprezentant władzy Republiki Francuskiej tego terytorium zamorskiego.
Od czasu utworzenia odrębnego terytorium zamorskiego w 1955 ziemie te były zarządzane przez administratora (administrateur supérieur) rezydującego w Paryżu. Od 1997 roku administrator miał swą siedzibę w Saint-Pierre na wyspie Reunion. W wyniku reformy administracyjnej w grudniu 2003, administratora zastąpił prefekt, którego siedziba nadal znajduje się na wyspie Reunion. 

## Lista administratorów i prefektów
| Administratorzy                | Od                         | Do               |
| Xavier Richert                 | 15 września 1955           | 1958             |
| Pierre Charles Rolland         | 23 grudnia 1958            | 1972             |
| Roger Barberot                 | 4 lipca 1973               | 1979 (lub 1980)  |
| Francis Jacquemont             | 5 września 1979 (lub 1980) | 1982             |
| Claude Pieri                   | 11 marca 1982              | 1987             |
| Claude Corbier                 | 25 marca 1987              | maj 1990         |
| Bernard de Gouttes             | 16 maja 1990               | 4 grudnia 1991   |
| Christian Dors                 | 4 grudnia 1991             | 8 lutego 1996    |
| Pierre Lise                    | 14 marca 1996              | 25 marca 1998    |
| Brigitte Girardin              | 25 marca 1998              | 26 stycznia 2000 |
| Jean-Yves Hermoso (tymczasowo) | 14 lutego 2000             | 24 maja 2000     |
| François Garde                 | 24 maja 2000               | 20 grudnia 2004  |
| Prefekci                       | Od                         | Do               |
| Michel Champon                 | 20 grudnia 2004            | 28 lutego 2007   |
| Alain Mauroy (tymczasowo)      | 28 lutego 2007             | 10 kwietnia 2007 |
| Eric Pilloton                  | 10 kwietnia 2007           | wrzesień 2008    |
| Rollon Mouchel-Blaisot         | 16 października 2008       | listopad 2010    |
| Christian Gaudin               | 4 listopada 2010           | 10 kwietnia 2012 |
| Pascal Bolot                   | 10 kwietnia 2012           | październik 2014 |
| Cécile Pozzo di Borgo          | 13 października 2014       | nadal            |